# Маяно
Маяно (итал. Majano) —  коммуна в Италии, располагается в регионе Фриули-Венеция-Джулия, в провинции Удине.
Население составляет 6056 человек (2008 г.), плотность населения составляет 210 чел./км². Занимает площадь 28 км². Почтовый индекс — 33030. Телефонный код — 0432.
Покровителями коммуны почитаются святые апостолы Пётр и Павел, празднование 29 июня.

## Демография
Динамика населения:

## Администрация коммуны
- Официальный сайт: http://www.comune.majano.ud.it/